# Go-Komatsu Tennō
Go-Komatsu Tennō (後小松天皇?) (1 de agosto de 1377 - 1 de diciembre de 1433) fue el 100° emperador de Japón, de acuerdo con el orden tradicional de sucesión. Está considerado oficialmente como  pretendiente desde el 24 de mayo de 1382 al 21 de octubre de 1392, cuando el Emperador Go-Kameyama abdicó, y emperador legítimo a partir de esta fecha hasta el 5 de octubre de 1412. Su nombre personal era Motohito (幹仁?).

## Genealogía
Go-Komatsu fue el primer hijo del Emperador Go-En'yu, Pretendiente del Norte. Su madre era Tsūyōmonin no Itsuko (通陽門院厳子), hija del Protector del Sello Real Sanjō Kimitada (三条公忠).
- Consorte: Motoko (資子) Hija de Hino Sukekuni (日野資国) 
  - Primer hijo: Príncipe Imperial Mihito (実仁親王) (Emperador Shōkō)
  - Segundo hijo: Ogawa-no-miya (小川宮) (Príncipe heredero del Emperador Shōkō)
  - Primera hija: Princesa Riei
  - Hijo adoptivo: Príncipe Hikohito (彦仁王), hijo del  Príncipe Imperial Sadafusa,  Príncipe Fushimi (伏見宮貞成親王), nieto del Pretendiente del Norte  Emperador Sukō, se convirtió en el Emperador Go-Hanazono
- Consorte: Desconocida (la hija de un criado de la Corte del Sur) 
  - Ikkyū Sōjun (famoso monje budista)

## Nombre
Fue nombrado después Kōkō Tennō, quien tenía el nombre alternativo Komatsu, debido a que ambos retornaron al trono a sus familias, en el caso del Emperador Go-Komatsu, derrotando a sus rivales de la Corte del Sur, y en el caso de Koko Tennō, sucediendo al nieto de su hermano mayor, el Yōzei Tennō.